# На пола пута (књижевни фестивал)
На пола пута је међународни књижевни фестивал који окупља писце из бивше Југославије. Одржава се од 2006. године у Ужичкој гимназији. За припрему фестивала задужени су ученици гимназије, а време одржавања је средина априла сваке године.

## Настанак фестивала
Фестивал настаје 2006. године са идејом да се у школи разговара о темама за које у стандардној школи углавном нема места, а које су за средњошколце важне. Пократачи су Ненад Величковић и Ружица Марјановић.

## Један фестивалски дан
Поред часова који се одржавају у Ужичкој гимназији, постоје и вечерња читања на малој сцени Народног позоришта у Ужицу, на којима гости читају своја дела након разговора са ученицима. Такође, организују се радионице драмског, преводилачког и другог садржаја. Сваку фестивалску годину прати посебан пратећи програм.

## Програми по годинама

### 2006. година
- Ненад Величковић
- Сава Дамјанов
- Вуле Журић
- Синан Гуџевић
- Љубица Арсић
- Фадила Нура Хавер[1]

### 2007. година
- Предраг Луцић
- Борис Дежуловић
- Ненад Величковић
- Вида Огњеновић
- Срђан В. Тешин
- Миња Богавац
- Ламија Бегагић
- Миодраг Раичевић[1]

### 2008. година
- Фарук Шехић
- Предраг Луцић
- Борис Дежуловић
- Ненад Величковић
- Зденко Лешић
- Душан Спасојевић
- Јасмина Ахметагић
- Саша Илић
- Томислав Марковић
- Владимир Арсенијевић[1]

### 2009. година
- Нада Гашић
- Дубравка Угрешић
- Коља Мићевић
- Јасминка Петровић
- Добросав Боб Живковић
- Дејан Илић
- Лав Афрички
- Радмила Лазић
- Ненад Величковић
- Предраг Луцић
- Амир Камбер
- Драшко Милетић[1]

### 2010. година
- Невен Ушумовић
- Сретен Угричић
- Владислав Бајац
- Стефан Арсенијевић
- Енес Куртовић
- Ненад Величковић
- Дејан Илић
- Кармен Лончарек Архивирано на веб-сајту  (21. јануар 2021)
- Динко Телећан[1]

### 2011. година[2]
- Виктор Иванчић — предавање о Хани Арент
- Предраг Луцић — предавање о читању Антигоне данас
- Светислав Басара — предавање „Књижевност је фабрика историје”
- Дејан Илић — предавање о идентитету у приповеци Преображај Франца Кафке
- Катарина Мажуран Јурешић — предавање „Од речи до слике” и вечерње читање
- Мирјана Ђурђевић — предавање о историјској грађи за роман Каја, Београд и добри Американац
- Драгослав Дедовић
- Алмир Алић — предавање о краткој причи
- Марко Томаш — предавање о стрипу Алан Форд
- Божо Копривица — вечерње читање
- Ненад Величковић — предавање о етици у Нечистој крви Боре Станковића
- омладинска позоришна трупа „Јувента” из Сарајева — позоришна представа „У лабиринту сексуалности”, по тексту Јасминке Петровић

### 2012. година
- Драгана Младеновић
- Алмир Имширевић
- Љиљана Дирјан
- Војо Шиндолић
- Борис Дежуловић
- Предраг Луцић
- Иван Чоловић
- Дубравка Стојановић
- Дејан Илић
- Ненад Величковић
- Теактар Кревељко Фулајић[1]

### 2013. година
- Давид Албахари
- Емир Имамовић
- Беким Сејрановић
- Ђерђ Сербохорват
- Милета Продановић
- Ненад Величковић
- Саша Станишић
- Румена Бужаровска
- Предраг Луцић
- Боро Контић
- Дејан Илић
- Војо Шиндолић[1]

### 2014. година
- Борис Дежуловић
- Ненад Величковић
- Предраг Луцић
- Горан Војновић
- Маја Пелевић
- Зоран Ћатић
- Александар Зограф
- Илдико Ловаш
- Роберт Перишић
- Дејан Илић
- Светлана Лукић
- Дамир Шаботић[1]

### 2015. година
- Војислав Пејовић Архивирано на веб-сајту  (6. фебруар 2018)
- Филип Давид
- Драго Хедл
- Предраг Луцић
- Нихад Хасановић
- Ненад Величковић
- Бранислав Димитријевић
- Дејан Илић
- Борис Павелић[1]
- Njuz.net

### 2016. година
- Адиса Башић
- Иванчица Ђерић
- Угљеша Шајтинац
- Анте Томић
- Дејан Илић
- Српко Лештарић
- представа Невидљиви споменици — ученици и професор(ке) Треће београдске гимназије
- Алмин Каплан
- Ненад Величковић
- Предраг Луцић
- Оља Савичевић Иванчевић
- Ана Недељковић и Никола Мајдак
- Матеј Пељхан
- Стеван Филиповић

### 2017. година
- Амер Тиквеша
- Бранислав Димитријевић
- Дејан Илић
- Ненад Величковић
- Теофил Панчић
- Ламија Бегагић
- Краљ Чачка
- Марина Величковић
- Селведин Авдић
- Иван Јанковић
- Марко Погачар
- Алмир Колар Кијевски
- Селма Асотић

### 2018. година
- Ненад Величковић
- Дејан Илић
- Бојан Кривокапић
- Синиша Лабровић
- Владимир Пиштало
- Аида Сечић Незиревић
- Дејан Атанацковић
- Мира Оташевић
- Мустафа Звиздић
- Барбара Матејчић
- Дино Баук

### 2019. година
- Ђорђе Балмазовић
- Иван Ивањи
- Петар Матовић
- Софија Кордић
- Јасна Шамић
- Тања Ступар Трифуновић
- Теа Тулић
- Ивица Пртењача
- Јасминка Петровић
- Петар Стојадиновић
- Добросав Боб Живковић
- Круно Локотар
- Рефлектор театар
- Дејан Илић
- Ненад Величковић

### 2020. година
15. издање Феситивала је било посебно по томе што је због пандемије корона вируса одложено за јесен (од 28. до 30. октобра). Предавања и вечерња читања одржана су у свечаној сали Ужичке гимназије, уз физичку дистанцу и смањен број присутних ученика. Први пут је организован живи пренос свих садржаја путем Интернета за све заинтересоване. Горан Марковић, Дарко Цвијетић и Јосип Млакић су се укључили путем видео-линка.
- Лана Басташић — предавање о читању, разговор и вечерње читање (роман Ухвати зеца)
- Горан Марковић — разговор о филму Вариола вера, вечерње читање
- Дарко Цвијетић — разговор и вечерње читање (збирка песама Снијег је добро пазио да не падне)
- Алмир Алић — предавање о Тврђави Меше Селимовића и вечерње читање (роман Година пацова)
- Радмила Петровић — разговор и вечерње читање
- Јосип Млакић — вечерње читање
- Дејан Илић — предавања „О зарази и катастрофама у књигама и филмовима” и
- Ненад Величковић — предавања „Шушке и књижевност” и „О сатири и сатиричарима”, разговор и вечерње читање (књига Пластелинци)